# Deuxième circonscription des Yvelines
La deuxième circonscription des Yvelines est l'une des 12 circonscriptions législatives que compte le département français des Yvelines (78), situé en région Île-de-France. Dite « Versailles-Chevreuse », elle couvre le sud-est du département, de la petite couronne au canton de Rambouillet, en bordure des Hauts-de-Seine et de l'Essonne.

## Description géographique et démographique

### Composition de la circonscription de 1958 à 1967
La troisième circonscription de Seine-et-Oise, qui deviendra la deuxième circonscription des Yvelines en 1967, était composée de :
- Canton de Saint-Germain-en-Laye ;
- Commune de Rueil-Malmaison.

### Composition de la circonscription de 1988 à 2012
La deuxième circonscription des Yvelines est située au sud-est du département et englobe Chevreuse, Vélizy et une partie de Versailles.
Elle est entourée par les première, dixième et onzième circonscriptions des Yvelines ainsi que par les départements des Hauts-de-Seine et de l'Essonne.
Elle est composée des trois cantons suivants :
- Canton de Chevreuse : 47 191 habitants.
- Canton de Vélizy-Villacoublay : 20 342 habitants.
- Canton de Versailles-Sud : 42 237 habitants.

D'après les chiffres du recensement de 1999, la circonscription était alors peuplée de 109 865 habitants et la population active était de 53 761 personnes .

### Composition de la circonscription à compter de 2012
Lors du nouveau découpage électoral de 2010, la circonscription est redéfinie :
- le canton de Viroflay est transféré de la 1re circonscription ;
- la commune du Mesnil-Saint-Denis, du canton de Chevreuse, est transférée à la 11e circonscription.

D'après les chiffres du recensement de 2008, la circonscription était alors peuplée de 119 917 habitants .

## Députés de la2ecirconscriptiondes Yvelines au cours de laVeRépublique
| Législature | Début de mandat  | Fin de mandat   | Député           | Parti politique | Observations                                                                           |
| ----------- | ---------------- | --------------- | ---------------- | --------------- | -------------------------------------------------------------------------------------- |
| IXe         | 23 juin 1988     | 1er avril 1993  | Franck Borotra   | RPR             |                                                                                        |
| Xe          | 2 avril 1993     | 4 décembre 1995 | Franck Borotra   | RPR             | Mandat écourté à la suite d'une dissolution parlementaire décidée par Jacques Chirac.  |
| Xe          | 4 décembre 1995  | 26 février 1996 | Vacant           |                 | Mandat écourté à la suite d'une dissolution parlementaire décidée par Jacques Chirac.  |
| Xe          | 26 février 1996  | 26 mars 1996    | Franck Borotra   | RPR             | Mandat écourté à la suite d'une dissolution parlementaire décidée par Jacques Chirac.  |
| Xe          | 26 mars 1996     | 1er juin 1997   | André Damien     | UDF             | Mandat écourté à la suite d'une dissolution parlementaire décidée par Jacques Chirac.  |
| XIe         | 12 juin 1997     | 18 juin 2002    | Franck Borotra   | RPR             |                                                                                        |
| XIIe        | 19 juin 2002     | 19 juin 2007    | Valérie Pécresse | UMP             |                                                                                        |
| XIIIe       | 10 juin 2007     | 19 juillet 2007 | Valérie Pécresse | UMP             |                                                                                        |
| XIIIe       | 20 juillet 2007  | 19 juin 2012    | Yves Vandewalle  | UMP             |                                                                                        |
| XIVe        | 20 juin 2012     | 20 janvier 2016 | Valérie Pécresse | UMP             |                                                                                        |
| XIVe        | 21 mars 2016     | 20 juin 2017    | Pascal Thévenot  | LR              |                                                                                        |
| XVe         | 21 juin 2017     | 21 juin 2022    | Jean-Noël Barrot | MoDem           |                                                                                        |
| XVIe        | 22 juin 2022     | 4 août 2022     | Jean-Noël Barrot | MoDem           | Mandat écourté à la suite d'une dissolution parlementaire décidée par Emmanuel Macron. |
| XVIe        | 5 août 2022      | 12 août 2022    | Anne Grignon     | MoDem           | Mandat écourté à la suite d'une dissolution parlementaire décidée par Emmanuel Macron. |
| XVIe        | 10 octobre 2022  | 9 novembre 2022 | Jean-Noël Barrot | MoDem           | Mandat écourté à la suite d'une dissolution parlementaire décidée par Emmanuel Macron. |
| XVIe        | 10 novembre 2022 | 9 juin 2024     | Anne Bergantz    | MoDem           | Mandat écourté à la suite d'une dissolution parlementaire décidée par Emmanuel Macron. |

## Résultats électoraux des élections législatives

### Élections de 1967
| Candidat       | Candidat               | Parti          | Premier tour | Premier tour | Second tour | Second tour |  |
| Candidat       | Candidat               | Parti          | Voix         | %            | Voix        | %           |  |
| -------------- | ---------------------- | -------------- | ------------ | ------------ | ----------- | ----------- |  |
|                | Jean-Paul Palewski élu | UD-Ve          | 22 279       | 42,93        | 28 212      | 61,34       |  |
|                | Jean Chastang          | CD (PDM)       | 9 856        | 18,99        | Retrait     | Retrait     |  |
|                | Mario Urbanet          | PCF            | 9 279        | 17,88        | 17 784      | 38,66       |  |
|                | Alfred Delavaine       | FGDS (SFIO)    | 8 640        | 16,65        | Retrait     | Retrait     |  |
|                | Jean-Claude Varanne    | ARLP           | 1 841        | 3,55         |             |             |  |
|                |                        |                |              |              |             |             |  |
| Inscrits       | Inscrits               | Inscrits       | 64 437       | 100,00       | 64 432      | 100,00      |  |
| Abstentions    | Abstentions            | Abstentions    | 11 596       | 18           | 14 825      | 23,01       |  |
| Votants        | Votants                | Votants        | 52 841       | 82           | 49 607      | 76,99       |  |
| Blancs et nuls | Blancs et nuls         | Blancs et nuls | 946          | 1,79         | 3 611       | 7,28        |  |
| Exprimés       | Exprimés               | Exprimés       | 51 895       | 98,21        | 45 996      | 92,72       |  |

Le suppléant de Jean-Paul Palewski était Pierre Régis, maire du Pecq.

### Élections de 1968
| Candidat       | Candidat                         | Parti                     | Premier tour | Premier tour | Second tour | Second tour |  |
| Candidat       | Candidat                         | Parti                     | Voix         | %            | Voix        | %           |  |
| -------------- | -------------------------------- | ------------------------- | ------------ | ------------ | ----------- | ----------- |  |
|                | Jean-Paul Palewski sortant réélu | UDR (URP)                 | 22 434       | 43,46        | 25 970      | 53,98       |  |
|                | Bernard Guilleron                | PCF                       | 7 682        | 14,88        | 11 486      | 23,87       |  |
|                | Alfred Callu                     | CD (PDM)                  | 7 117        | 13,79        | 10 657      | 22,15       |  |
|                | Alfred Delavaine                 | FGDS (SFIO)               | 5 082        | 9,85         |             |             |  |
|                | Alain Jonemann                   | Divers droite (Gaulliste) | 4 800        | 9,3          |             |             |  |
|                | Claude Néry                      | PSU                       | 3 004        | 5,82         |             |             |  |
|                | Claude Tannery                   | TD                        | 1 499        | 2,9          |             |             |  |
|                |                                  |                           |              |              |             |             |  |
| Inscrits       | Inscrits                         | Inscrits                  | 64 208       | 100,00       | 64 169      | 100,00      |  |
| Abstentions    | Abstentions                      | Abstentions               | 12 134       | 18,9         | 15 390      | 23,98       |  |
| Votants        | Votants                          | Votants                   | 52 074       | 81,1         | 48 779      | 76,02       |  |
| Blancs et nuls | Blancs et nuls                   | Blancs et nuls            | 456          | 0,88         | 666         | 1,37        |  |
| Exprimés       | Exprimés                         | Exprimés                  | 51 618       | 99,12        | 48 113      | 98,63       |  |

Le suppléant de Jean-Paul Palewski était Pierre Régis.

### Élections de 1973
| Candidat       | Candidat                         | Parti          | Premier tour | Premier tour | Second tour | Second tour |  |
| Candidat       | Candidat                         | Parti          | Voix         | %            | Voix        | %           |  |
| -------------- | -------------------------------- | -------------- | ------------ | ------------ | ----------- | ----------- |  |
|                | Jean-Paul Palewski sortant réélu | UDR (URP)      | 21 689       | 37,33        | 27 066      | 46,63       |  |
|                | Vincent Consigny                 | MR             | 11 915       | 20,51        | 12 062      | 20,78       |  |
|                | Jean Colpin                      | PCF            | 8 956        | 15,42        | 18 913      | 32,59       |  |
|                | Robert Dazin                     | PS (UGSD)      | 8 887        | 15,3         | Retrait     | Retrait     |  |
|                | Jacques Ferlus                   | PSU            | 3 725        | 6,41         |             |             |  |
|                | Christian Prade                  | FN             | 1 990        | 3,43         |             |             |  |
|                | Pierre Sévenet                   | FP             | 934          | 1,61         |             |             |  |
|                |                                  |                |              |              |             |             |  |
| Inscrits       | Inscrits                         | Inscrits       | 73 192       | 100,00       | 73 150      | 100,00      |  |
| Abstentions    | Abstentions                      | Abstentions    | 14 101       | 19,27        | 14 135      | 19,32       |  |
| Votants        | Votants                          | Votants        | 59 091       | 80,73        | 59 015      | 80,68       |  |
| Blancs et nuls | Blancs et nuls                   | Blancs et nuls | 995          | 1,68         | 974         | 1,65        |  |
| Exprimés       | Exprimés                         | Exprimés       | 58 096       | 98,32        | 58 041      | 98,35       |  |

Le suppléant de Jean-Paul Palewski était Pierre Régis. Pierre Régis remplace Jean-Paul Palewski, décédé, du 11 décembre 1976 au 2 avril 1978.

### Élections de 1978
| Candidat       | Candidat               | Parti                   | Premier tour | Premier tour | Second tour | Second tour |  |
| Candidat       | Candidat               | Parti                   | Voix         | %            | Voix        | %           |  |
| -------------- | ---------------------- | ----------------------- | ------------ | ------------ | ----------- | ----------- |  |
|                | Michel Péricard élu    | RPR                     | 31 947       | 44,49        | 44 196      | 61,41       |  |
|                | Jean-François Lemettre | PS                      | 14 531       | 20,24        | 27 769      | 38,59       |  |
|                | Pierre Soulat          | PCF                     | 10 342       | 14,40        |             |             |  |
|                | Jenny Consigny         | UDF (Rad)               | 8 352        | 11,63        |             |             |  |
|                | Jean-Paul Chauvigné    | GO (MDD)                | 1 913        | 2,66         |             |             |  |
|                | Simone Nédelec         | Divers gauche (Choisir) | 1 571        | 2,19         |             |             |  |
|                | Michel Tomitch         | Extrême droite (PFN)    | 1 133        | 1,58         |             |             |  |
|                | Thierry Rogister       | FN                      | 708          | 0,99         |             |             |  |
|                | Michel Tatibouet       | Extrême gauche (LO)     | 304          | 0,42         |             |             |  |
|                | Autres candidats       | Extrême gauche          | 1 000        | 1,39         |             |             |  |
|                |                        |                         |              |              |             |             |  |
| Inscrits       | Inscrits               | Inscrits                | 90 132       | 100,00       | 89 812      | 100,00      |  |
| Abstentions    | Abstentions            | Abstentions             | 17 181       | 19,06        | 16 228      | 18,07       |  |
| Votants        | Votants                | Votants                 | 72 951       | 80,94        | 73 584      | 81,93       |  |
| Blancs et nuls | Blancs et nuls         | Blancs et nuls          | 1 150        | 1,58         | 1 619       | 2,2         |  |
| Exprimés       | Exprimés               | Exprimés                | 71 801       | 98,42        | 71 965      | 97,8        |  |

La suppléante de Michel Péricard était Jeanine Patron, enseignante à Chatou.

### Élections de 1981
|                | Michel Péricard sortant réélu | RPR (UNM)      | 36 495 | 56,65  |  |  |  |
|                | Jacqueline Penez              | PS             | 19 443 | 30,18  |  |  |  |
|                | Pierre Soulat                 | PCF            | 6 425  | 9,97   |  |  |  |
|                | Philippe Ferré                | PFN            | 760    | 1,18   |  |  |  |
|                | Thierry Rogister              | FN             | 718    | 1,11   |  |  |  |
|                | Maurice Mercante              | Divers droite  | 580    | 0,90   |  |  |  |
|                |                               |                |        |        |  |  |  |
| Inscrits       | Inscrits                      | Inscrits       | 92 563 | 100,00 |  |  |  |
| Abstentions    | Abstentions                   | Abstentions    | 27 419 | 29,62  |  |  |  |
| Votants        | Votants                       | Votants        | 65 144 | 70,38  |  |  |  |
| Blancs et nuls | Blancs et nuls                | Blancs et nuls | 723    | 1,11   |  |  |  |
| Exprimés       | Exprimés                      | Exprimés       | 64 421 | 98,89  |  |  |  |

Le suppléant de Michel Péricard était Alain Jonemann.

### Élections de 1988
| Candidat       | Candidat                            | Parti          | Premier tour | Premier tour | Second tour | Second tour |  |
| Candidat       | Candidat                            | Parti          | Voix         | %            | Voix        | %           |  |
| -------------- | ----------------------------------- | -------------- | ------------ | ------------ | ----------- | ----------- |  |
|                | Franck Borotra sortant réélu        | RPR (URC)      | 21 449       | 49,37        | 27 223      | 60,08       |  |
|                | André Pigné                         | PS             | 13 167       | 30,31        | 18 086      | 39,92       |  |
|                | Roger Gilissen                      | FN             | 4 049        | 9,32         |             |             |  |
|                | Syvie Huet                          | PCF            | 3 035        | 6,99         |             |             |  |
|                | Marie-Dominique Delarue             | Divers droite  | 1 317        | 3,03         |             |             |  |
|                | Maximilien de Bazelaire de Rupierre | POE            | 428          | 0,99         |             |             |  |
|                |                                     |                |              |              |             |             |  |
| Inscrits       | Inscrits                            | Inscrits       | 67 841       | 100,00       | 67 818      | 100,00      |  |
| Abstentions    | Abstentions                         | Abstentions    | 23 769       | 35,04        | 21 715      | 32,02       |  |
| Votants        | Votants                             | Votants        | 44 072       | 64,96        | 46 103      | 67,98       |  |
| Blancs et nuls | Blancs et nuls                      | Blancs et nuls | 627          | 1,42         | 794         | 1,72        |  |
| Exprimés       | Exprimés                            | Exprimés       | 43 445       | 98,58        | 45 309      | 98,28       |  |

Le suppléant de Franck Borotra était le Docteur Claude Dumond, maire de Dampierre-en-Yvelines, conseiller général du canton de Chevreuse.

### Élections de 1993
| Candidat       | Candidat                     | Parti          | Premier tour | Premier tour | Second tour | Second tour |  |
| Candidat       | Candidat                     | Parti          | Voix         | %            | Voix        | %           |  |
| -------------- | ---------------------------- | -------------- | ------------ | ------------ | ----------- | ----------- |  |
|                | Franck Borotra sortant réélu | RPR (UPF)      | 24 282       | 49,94        | 29 790      | 67,24       |  |
|                | Alain Gribe                  | PS (ADFP)      | 7 400        | 15,22        | 14 516      | 32,76       |  |
|                | Dominique Julien-Labruyère   | GÉ (EÉ)        | 6 558        | 13,49        |             |             |  |
|                | Yves de Coatgoureden         | FN             | 5 816        | 11,96        |             |             |  |
|                | Sylvie Huet                  | PCF            | 2 714        | 5,58         |             |             |  |
|                | Marie Garcia                 | LT-LNÉ         | 1 254        | 2,58         |             |             |  |
|                | Jean-François Cordet         | RDRP           | 596          | 1,23         |             |             |  |
|                |                              |                |              |              |             |             |  |
| Inscrits       | Inscrits                     | Inscrits       | 71 244       | 100,00       | 71 237      | 100,00      |  |
| Abstentions    | Abstentions                  | Abstentions    | 20 564       | 28,86        | 23 720      | 33,3        |  |
| Votants        | Votants                      | Votants        | 50 680       | 71,14        | 47 517      | 66,7        |  |
| Blancs et nuls | Blancs et nuls               | Blancs et nuls | 2 060        | 4,06         | 3 211       | 6,76        |  |
| Exprimés       | Exprimés                     | Exprimés       | 48 620       | 95,94        | 44 306      | 93,24       |  |

Le suppléant de Franck Borotra était Claude Dumond, Maire de Dampierre depuis 1969, vice-président du conseil général depuis 1982 et conseiller régional d'Ile-de-France depuis 1976.
Borotra est nommé au gouvernement Juppé II en novembre 1995. Cependant, il diffère sa décision, car son suppléant Claude Dumond, qui devait lui succéder à la députation, est visé par la justice pour corruption dans le cadre des marchés publics des Yvelines,.
Franck Borotra démissionne le 4 décembre 1995.

### Élection partielle de 1996
| Candidat       | Candidat              | Parti             | Premier tour | Premier tour | Second tour | Second tour |  |
| Candidat       | Candidat              | Parti             | Voix         | %            | Voix        | %           |  |
| -------------- | --------------------- | ----------------- | ------------ | ------------ | ----------- | ----------- |  |
|                | Franck Borotra élu    | RPR               | 7 809        | 38,21        | 11 187      | 54,14       |  |
|                | Jacques Lollioz       | PS                | 4 720        | 23,10        | 9 476       | 45,86       |  |
|                | Philippe Colombani    | FN                | 3 096        | 15,15        |             |             |  |
|                | Antoine Casanova      | PCF               | 1 123        | 5,49         |             |             |  |
|                | Antoine Trani         | Divers droite     | 1 110        | 5,43         |             |             |  |
|                | Pierre Berdin         | Divers écologiste | 1 003        | 4,91         |             |             |  |
|                | Rémy Ronald           | Divers écologiste | 479          | 2,34         |             |             |  |
|                | Marie-Elisabeth Morel | Divers            | 473          | 2,31         |             |             |  |
|                | Pascal Alessandri     | LO                | 358          | 1,75         |             |             |  |
|                | Patrice Delarue       | Divers droite     | 232          | 1,14         |             |             |  |
|                | Gérard Loubier        | Divers gauche     | 35           | 0,17         |             |             |  |
|                |                       |                   |              |              |             |             |  |
| Inscrits       | Inscrits              | Inscrits          | 72 788       | 100,00       | 72 783      | 100,00      |  |
| Abstentions    | Abstentions           | Abstentions       | 51 635       | 70,94        | 50 613      | 69,54       |  |
| Votants        | Votants               | Votants           | 21 153       | 29,06        | 22 170      | 30,46       |  |
| Blancs et nuls | Blancs et nuls        | Blancs et nuls    | 715          | 3,38         | 1 507       | 6,8         |  |
| Exprimés       | Exprimés              | Exprimés          | 20 438       | 96,62        | 20 663      | 93,2        |  |

Le suppléant de Franck Borotra était André Damien, UDF, ancien maire de Versailles. André Damien remplace Franck Borotra, nommé membre du gouvernement, du 26 mars 1996 au 21 avril 1997.

### Élections de 1997
| Candidat       | Candidat                     | Parti             | Premier tour | Premier tour | Second tour | Second tour |  |
| Candidat       | Candidat                     | Parti             | Voix         | %            | Voix        | %           |  |
| -------------- | ---------------------------- | ----------------- | ------------ | ------------ | ----------- | ----------- |  |
|                | Franck Borotra sortant réélu | RPR               | 18 555       | 39,75        | 29 401      | 60,6        |  |
|                | Jacques Lollioz              | PS                | 10 440       | 22,37        | 19 113      | 39,4        |  |
|                | Philippe Colombani           | FN                | 5 896        | 12,63        |             |             |  |
|                | Antoine Casanova             | PCF               | 2 464        | 5,28         |             |             |  |
|                | François Schafer             | Les Verts         | 2 407        | 5,16         |             |             |  |
|                | Dominique Julien-Labruyère   | GÉ                | 2 127        | 4,56         |             |             |  |
|                | Jean-Gérard Gabriau          | LDI (MPF)         | 2 049        | 4,39         |             |             |  |
|                | Isabelle Siksik              | US4J              | 1 013        | 2,17         |             |             |  |
|                | Claude Biver                 | MDC               | 571          | 1,22         |             |             |  |
|                | Ludovic Frau                 | Divers écologiste | 516          | 1,11         |             |             |  |
|                | Gérard Reix                  | PT                | 348          | 0,75         |             |             |  |
|                | Claire Chinsy                | IR                | 293          | 0,63         |             |             |  |
|                |                              |                   |              |              |             |             |  |
| Inscrits       | Inscrits                     | Inscrits          | 72 246       | 100,00       | 72 243      | 100,00      |  |
| Abstentions    | Abstentions                  | Abstentions       | 23 598       | 32,66        | 21 065      | 29,16       |  |
| Votants        | Votants                      | Votants           | 48 648       | 67,34        | 51 178      | 70,84       |  |
| Blancs et nuls | Blancs et nuls               | Blancs et nuls    | 1 969        | 4,05         | 2 664       | 5,21        |  |
| Exprimés       | Exprimés                     | Exprimés          | 46 679       | 95,95        | 48 514      | 94,79       |  |

Le suppléant de Franck Borotra était Alexis Biette, maire UDF de Voisins-le-Bretonneux, secrétaire général de la Direction de la médiation de La Poste.

### Élections de 2002
| Candidat       | Candidat                 | Parti             | Premier tour | Premier tour | Second tour | Second tour |  |
| Candidat       | Candidat                 | Parti             | Voix         | %            | Voix        | %           |  |
| -------------- | ------------------------ | ----------------- | ------------ | ------------ | ----------- | ----------- |  |
|                | Valérie Pécresse élu     | UMP               | 21 368       | 42,64        | 29 248      | 65,11       |  |
|                | Anne Nègre               | PRG (PS)          | 11 687       | 23,32        | 15 674      | 34,89       |  |
|                | Philippe Morillon        | UDF               | 5 783        | 11,54        |             |             |  |
|                | Gérard Dantan            | FN                | 3 886        | 7,75         |             |             |  |
|                | Jean-Bernard Gramunt     | Les Verts         | 1 713        | 3,42         |             |             |  |
|                | Esther Penouilh          | PCF               | 1 087        | 2,17         |             |             |  |
|                | Alain Chitrit            | diss. UDF         | 1 009        | 2,01         |             |             |  |
|                | Marie-Christine Payen    | Pôle républicain  | 689          | 1,37         |             |             |  |
|                | Christian Marmain        | Cap21             | 521          | 1,04         |             |             |  |
|                | Siméon Nikitoff          | LT-LNÉ            | 431          | 0,86         |             |             |  |
|                | Michel Bernot            | MPF               | 429          | 0,86         |             |             |  |
|                | Michel Borel             | ÉD                | 338          | 0,67         |             |             |  |
|                | Claudine Michoux         | LO                | 328          | 0,65         |             |             |  |
|                | Jacques Lecaillon        | MNR               | 302          | 0,6          |             |             |  |
|                | Pascal Perrier           | Divers droite     | 211          | 0,42         |             |             |  |
|                | Gisèle Autier            | CPNT              | 200          | 0,4          |             |             |  |
|                | Monique Cherrier         | Divers écologiste | 135          | 0,27         |             |             |  |
|                | Bau Abdallah Abed Abassi | GÉ                | 0            | 0,00         |             |             |  |
|                |                          |                   |              |              |             |             |  |
| Inscrits       | Inscrits                 | Inscrits          | 73 901       | 100,00       | 73 894      | 100,00      |  |
| Abstentions    | Abstentions              | Abstentions       | 23 175       | 31,36        | 27 594      | 37,34       |  |
| Votants        | Votants                  | Votants           | 50 726       | 68,64        | 46 300      | 62,66       |  |
| Blancs et nuls | Blancs et nuls           | Blancs et nuls    | 609          | 1,2          | 1 378       | 2,98        |  |
| Exprimés       | Exprimés                 | Exprimés          | 50 117       | 98,8         | 44 922      | 97,02       |  |

Le suppléant de Valérie Pécresse était Yves Vandewalle, professeur, Président du Parc naturel régional de la Haute Vallée de Chevreuse, maire DVD de Lévis-Saint-Nom, conseiller général du canton de Chevreuse.

### Élections de 2007
|                                                                      | Valérie Pécresse sortante réélue | UMP                  | 26 924 | 54,80  |  |  |  |
|                                                                      | Véronique Fafin                  | PS                   | 9 058  | 18,44  |  |  |  |
|                                                                      | Edmond Kameni                    | UDF–MoDem            | 5 147  | 10,48  |  |  |  |
|                                                                      | Patrick Planque                  | Les Verts            | 2 388  | 4,86   |  |  |  |
|                                                                      | Michel Golliard                  | FN                   | 1 565  | 3,19   |  |  |  |
|                                                                      | Esther Penouilh                  | PCF                  | 1 116  | 2,27   |  |  |  |
|                                                                      | Anne-Laure Maleyre               | MPF                  | 902    | 1,84   |  |  |  |
|                                                                      | Pascal Casimir-Perrier           | Divers droite (MSD)  | 656    | 1,34   |  |  |  |
|                                                                      | Fabien Baron                     | Divers (LFA)         | 428    | 0,87   |  |  |  |
|                                                                      | Claudine Michoux                 | Extrême gauche (LO)  | 367    | 0,75   |  |  |  |
|                                                                      | Florence Marschal                | Divers gauche (MRC)  | 214    | 0,44   |  |  |  |
|                                                                      | Sylvia Bailey                    | Divers droite (DLR)  | 198    | 0,40   |  |  |  |
|                                                                      | Roger Devillaire                 | Extrême droite (MNR) | 167    | 0,34   |  |  |  |
|                                                                      |                                  |                      |        |        |  |  |  |
| Inscrits                                                             | Inscrits                         | Inscrits             | 77 023 | 100,00 |  |  |  |
| Abstentions                                                          | Abstentions                      | Abstentions          | 27 387 | 35,56  |  |  |  |
| Votants                                                              | Votants                          | Votants              | 49 636 | 64,44  |  |  |  |
| Blancs et nuls                                                       | Blancs et nuls                   | Blancs et nuls       | 506    | 1,02   |  |  |  |
| Exprimés                                                             | Exprimés                         | Exprimés             | 49 130 | 98,98  |  |  |  |
| Source : Ministère de l'Intérieur et data.gouv.fr pour les candidats |                                  |                      |        |        |  |  |  |

### Élections de 2012
| Candidat                          | Candidat                         | Parti                   | Premier tour | Premier tour | Second tour | Second tour |  |
| Candidat                          | Candidat                         | Parti                   | Voix         | %            | Voix        | %           |  |
| --------------------------------- | -------------------------------- | ----------------------- | ------------ | ------------ | ----------- | ----------- |  |
|                                   | Valérie Pécresse sortante réélue | UMP                     | 23 931       | 46,30        | 28 687      | 58,67       |  |
|                                   | Jacques Lollioz                  | PS                      | 15 783       | 30,54        | 20 212      | 41,33       |  |
|                                   | François Simeoni                 | FN                      | 4 391        | 8,50         |             |             |  |
|                                   | Flavien Bazenet                  | MoDem                   | 2 038        | 3,94         |             |             |  |
|                                   | Brigitte Bouchet                 | EÉLV                    | 1 949        | 3,77         |             |             |  |
|                                   | Esther Penouilh                  | FG (PCF)                | 1 745        | 3,38         |             |             |  |
|                                   | Nicolas Malaquin                 | Divers droite           | 666          | 1,29         |             |             |  |
|                                   | Didier Chatel                    | Divers écologiste (AÉI) | 488          | 0,94         |             |             |  |
|                                   | Bruno Martinville                | Divers (Pirate)         | 422          | 0,82         |             |             |  |
|                                   | Didier Ringot                    | Extrême gauche (LO)     | 141          | 0,27         |             |             |  |
|                                   | Ghislaine Geffroy                | Extrême gauche (NPA)    | 128          | 0,25         |             |             |  |
|                                   | Marie-Brigitte de la Maduère     | Divers droite (PCD)     | 2            | 0,00         |             |             |  |
|                                   |                                  |                         |              |              |             |             |  |
| Inscrits                          | Inscrits                         | Inscrits                | 83 179       | 100,00       | 83 176      | 100,00      |  |
| Abstentions                       | Abstentions                      | Abstentions             | 31 110       | 37,4         | 33 184      | 39,9        |  |
| Votants                           | Votants                          | Votants                 | 52 069       | 62,6         | 49 992      | 60,1        |  |
| Blancs et nuls                    | Blancs et nuls                   | Blancs et nuls          | 385          | 0,74         | 1 093       | 2,19        |  |
| Exprimés                          | Exprimés                         | Exprimés                | 51 684       | 99,26        | 48 899      | 97,81       |  |
| Source : Ministère de l'Intérieur |                                  |                         |              |              |             |             |  |

### Élection partielle de 2016
À la suite de l'élection de Valérie Pécresse comme présidente de la région d'Île-de-France, celle-ci a démissionné le 20 janvier 2016 de son mandat de députée, entraînant l'organisation d'élections législatives partielles les 13 et 20 mars 2016,.
La préfecture a enregistré les neuf candidats suivants :
- Jérémy Bizet, vice-tête de liste Espéranto langue commune équitable pour l’Europe en 2014[10], candidat de France Écologie[11] et soutenu par le Parti Fédéraliste Européen[12]
- Didier Blanchard, élu d'opposition (DVD) à Vélizy et ancien premier adjoint, candidat de Nous Citoyens[13].
- Vincent Collo, responsable du Front national de la Jeunesse (FNJ) dans les Yvelines, candidat du Front national[14].
- Colette Gergen, PCF
- Tristan Jacques, adjoint au maire de Magny-les-Hameaux, gestionnaire d’actifs dans l’immobilier, candidat du Parti socialiste[15]
- Benjamin La Combe, candidat du mouvement Yvelines Pour Tous, proche de la Manif pour tous[13]
- Juliette Nitecki Sniter, conseillère municipale de Guyancourt, candidate d'Europe Écologie Les Verts (suppléant Tanguy Ruellan)
- Max Alain Obadia, Nouvelle Donne (remplaçant François André)
- Pascal Thévenot, maire (LR) de Vélizy-Villacoublay, candidat des Républicains, de l'UDI et du MoDem[16].

| Candidat       | Candidat                | Parti             | Premier tour | Premier tour | Second tour | Second tour |  |
| Candidat       | Candidat                | Parti             | Voix         | %            | Voix        | %           |  |
| -------------- | ----------------------- | ----------------- | ------------ | ------------ | ----------- | ----------- |  |
|                | Pascal Thévenot élu     | LR (UDI)          | 11 123       | 46,05        | 14 872      | 72,25       |  |
|                | Tristan Jacques         | PS                | 3 135        | 12,98        | 5 713       | 27,75       |  |
|                | Benjamin La Combe       | Divers droite     | 2 308        | 9,56         |             |             |  |
|                | Vincent Collo           | FN                | 2 265        | 9,38         |             |             |  |
|                | Juliette Nitecki Sniter | EÉLV              | 1 755        | 7,27         |             |             |  |
|                | Max Alain Obadia        | ND                | 1 178        | 4,88         |             |             |  |
|                | Didier Blanchard        | NC                | 1 044        | 4,32         |             |             |  |
|                | Colette Gergen          | PCF               | 865          | 3,58         |             |             |  |
|                | Jérémy Bizet            | Divers écologiste | 479          | 1,98         |             |             |  |
|                |                         |                   |              |              |             |             |  |
| Inscrits       | Inscrits                | Inscrits          | 84 197       | 100,00       | 84 191      | 100,00      |  |
| Abstentions    | Abstentions             | Abstentions       | 59 571       | 70,75        | 62 202      | 73,88       |  |
| Votants        | Votants                 | Votants           | 24 626       | 29,25        | 21 989      | 26,12       |  |
| Blancs et nuls | Blancs et nuls          | Blancs et nuls    | 474          | 1,92         | 1 404       | 6,39        |  |
| Exprimés       | Exprimés                | Exprimés          | 24 152       | 98,08        | 20 585      | 93,61       |  |

Le premier tour voit une très faible participation (29,25 % sur la circonscription, 22,35 % à Versailles), et met Pascal Thévenot (LR-MoDem-UDI) largement en tête avec 46,05 % des exprimés, suivi par le socialiste Tristan Jacques (12,98 %).
Au second tour, marqué par une participation encore plus faible qu'au premier tour, Pascal Thévenot est très largement élu, avec 72,25 % des suffrages exprimés.

### Élections de 2017
|                                                                           | |                           |                           |                          |                          |
|                                                                           | | Premier tour 11 juin 2017 | Premier tour 11 juin 2017 | Second tour 18 juin 2017 | Second tour 18 juin 2017 |
|                                                                           | |                           |                           |                          |                          |
|                                                                           | | Nombre                    | % des inscrits            | Nombre                   | % des inscrits           |
| Inscrits                                                                  | Inscrits | 85 418                    | 100,00                    | 85 418                   | 100,00                   |
| Abstentions                                                               | Abstentions | 35 585                    | 41,66                     | 42 309                   | 49,53                    |
| Votants                                                                   | Votants | 49 833                    | 58,34                     | 43 109                   | 50,47                    |
|                                                                           | |                           | % des votants             |                          | % des votants            |
| Bulletins blancs                                                          | Bulletins blancs                                                                                                  | 460                       | 0,92                      | 2 295                    | 5,32                     |
| Bulletins nuls                                                            | Bulletins nuls | 142                       | 0,28                      | 742                      | 1,72                     |
| Suffrages exprimés                                                        | Suffrages exprimés                                                                                                | 49 231                    | 98,79                     | 40 072                   | 92,96                    |
|                                                                           | |                           |                           |                          |                          |
| Candidat Étiquette politique (partis et alliances)                        | Candidat Étiquette politique (partis et alliances)                                                                | Voix                      | % des exprimés            | Voix                     | % des exprimés           |
|                                                                           | |                           |                           |                          |                          |
|                                                                           | Jean-Noël Barrot Mouvement démocrate (La République en marche)                                                    | 21 581                    | 43,84                     | 23 361                   | 58,30                    |
|                                                                           | Pascal Thévenot (député sortant) Les Républicains (Union des démocrates et indépendants)                          | 11 115                    | 22,58                     | 16 711                   | 41,70                    |
|                                                                           | Marc Soriano La France insoumise                                                                                  | 3 583                     | 7,28                      |                          |                          |
|                                                                           | Tanguy Ruellan Europe Écologie Les Verts (Parti communiste français - Parti socialiste - Parti radical de gauche) | 3 062                     | 6,22                      |                          |                          |
|                                                                           | Yasmine Benzelmat Front national                                                                                  | 2 828                     | 5,74                      |                          |                          |
|                                                                           | Pascal Casimir-Perrier Divers                                                                                     | 1 591                     | 3,23                      |                          |                          |
|                                                                           | Pascal Poirot Divers droite (Parti chrétien-démocrate)                                                            | 1 525                     | 3,10                      |                          |                          |
|                                                                           | Christophe Plissier Écologiste (Parti animaliste)                                                                 | 811                       | 1,65                      |                          |                          |
|                                                                           | Françoise Forel Debout la France                                                                                  | 643                       | 1,31                      |                          |                          |
|                                                                           | Jérémy Bizet Écologiste (Mouvement 100 % - France Écologie - Parti fédéraliste européen)                          | 635                       | 1,29                      |                          |                          |
|                                                                           | Céline Jullié Extrême droite (Souveraineté, identité et libertés)                                                 | 591                       | 1,20                      |                          |                          |
|                                                                           | Gilles Pontlevoy Divers gauche (Nouvelle Donne)                                                                   | 429                       | 0,87                      |                          |                          |
|                                                                           | Sylvain Gargasson Divers (Union populaire républicaine)                                                           | 336                       | 0,68                      |                          |                          |
|                                                                           | Hélène Janisset Lutte ouvrière                                                                                    | 194                       | 0,39                      |                          |                          |
|                                                                           | Jean-Guy Sayous Divers droite (Convergence Citoyenne)                                                             | 180                       | 0,37                      |                          |                          |
|                                                                           | Axel Brunet Divers gauche (Mouvement des progressistes)                                                           | 119                       | 0,24                      |                          |                          |
|                                                                           | Emmanuelle Devin Divers droite (Alliance royale)                                                                  | 8                         | 0,02                      |                          |                          |
| Source : Ministère de l'Intérieur - Deuxième circonscription des Yvelines | |                           |                           |                          |                          |

### Élections de 2022
|                                                                           |                                                                       |                           |                           |                          |                          |
|                                                                           |                                                                       | Premier tour 12 juin 2022 | Premier tour 12 juin 2022 | Second tour 19 juin 2022 | Second tour 19 juin 2022 |
|                                                                           |                                                                       |                           |                           |                          |                          |
|                                                                           |                                                                       | Nombre                    | % des inscrits            | Nombre                   | % des inscrits           |
| Inscrits                                                                  | Inscrits                                                              | 86 499                    | 100                       | 86 404                   | 100                      |
| Abstentions                                                               | Abstentions                                                           | 36 016                    | 41,64                     | 38 882                   | 45,00                    |
| Votants                                                                   | Votants                                                               | 50 483                    | 58,36                     | 47 522                   | 55,00                    |
|                                                                           |                                                                       |                           | % des votants             |                          | % des votants            |
| Bulletins blancs                                                          | Bulletins blancs                                                      | 469                       | 0,93                      | 2301                     | 4,84                     |
| Bulletins nuls                                                            | Bulletins nuls                                                        | 159                       | 0,31                      | 782                      | 1,65                     |
| Suffrages exprimés                                                        | Suffrages exprimés                                                    | 49 855                    | 98,76                     | 44 439                   | 93,51                    |
|                                                                           |                                                                       |                           |                           |                          |                          |
| Candidat Étiquette politique (partis et alliances)                        | Candidat Étiquette politique (partis et alliances)                    | Voix                      | % des exprimés            | Voix                     | % des exprimés           |
|                                                                           |                                                                       |                           |                           |                          |                          |
|                                                                           | Jean-Noël Barrot* Ensemble                                            | 17 391                    | 34,88                     | 28 559                   | 64,27                    |
|                                                                           | Maïté Carrive-Bedouani Nouvelle Union populaire écologique et sociale | 11 296                    | 22,66                     | 15 880                   | 35,73                    |
|                                                                           | Pascal Thévenot Les Républicains                                      | 7 262                     | 14,57                     |                          |                          |
|                                                                           | Gaëtan Brault Rassemblement national                                  | 4 215                     | 8,45                      |                          |                          |
|                                                                           | Céline Jullié Reconquête                                              | 4 078                     | 8,18                      |                          |                          |
|                                                                           | Jérémy Bizet France Ecologie                                          | 2 310                     | 4,63                      |                          |                          |
|                                                                           | Pascal Casimir-Perrier La République en marche diss.                  | 1 268                     | 2,54                      |                          |                          |
|                                                                           | Clara Ferré Parti animaliste                                          | 868                       | 1,74                      |                          |                          |
|                                                                           | Isabelle Wawszczyk Les Patriotes                                      | 656                       | 1,32                      |                          |                          |
|                                                                           | Hélène Janisset Lutte ouvrière                                        | 282                       | 0,57                      |                          |                          |
|                                                                           | Matthieu Borocco Parti Pirate                                         | 229                       | 0,46                      |                          |                          |
| * Député sortant                                                          |                                                                       |                           |                           |                          |                          |
| Source : Ministère de l'Intérieur - Deuxième circonscription des Yvelines |                                                                       |                           |                           |                          |                          |

L'élection fait l'objet d'un recours en annulation devant le Conseil constitutionnel, Anne Grignon étant à la fois suppléante d'un député et suppléante d'un sénateur (Martin Lévrier), en violation de l'article LO134 du code électoral. Afin d'éviter l'annulation de l'élection, certaine au vu de la jurisprudence constante du Conseil constitutionnel, Anne Grignon démissionne de son mandat de députée le 12 août 2022,.
Le 4 juillet 2022, Jean-Noël Barrot est nommé ministre délégué chargé de la Transition numérique et des Télécommunications. En conséquence, il aurait dû être remplacé à l'Assemblée nationale le 3 août 2022 par sa suppléante démissionnaire  Anne Grignon pour la durée de l'exercice de ses fonctions gouvernementales, en application des articles LO176 et LO179 du code électoral.

### Élection partielle de 2022
Une élection partielle est donc convoquée le 2 octobre 2022 en vue de pourvoir au siège vacant de cette circonscription. Le second tour du scrutin a lieu le 9 octobre 2022 et oppose à nouveau Jean-Noël Barrot à Maïté Carrive-Bedouani
| Candidat                 | Candidat                 | Parti et coalition       | Nuance                   | Premier tour | Premier tour | Premier tour | Second tour | Second tour | Second tour |
| Candidat                 | Candidat                 | Parti et coalition       | Nuance                   | Voix         | %            | +/-          | Voix        | %           | +/-         |
| ------------------------ | ------------------------ | ------------------------ | ------------------------ | ------------ | ------------ | ------------ | ----------- | ----------- | ----------- |
|                          | Jean-Noël Barrot         | MoDem (ENS)              | ENS                      | 9 635        | 42,29        | 7,41         | 12 707      | 71,67       | 7,4         |
|                          | Maïté Carrive-Bedouani   | EELV (NUPES)             | NUP                      | 4 237        | 18,60        | 4,06         | 5 022       | 28,33       | 7,4         |
|                          | Pascal Thévenot          | LR (UDC)                 | LR                       | 4 055        | 17,80        | 3,23         |             |             |             |
|                          | Laurence Trochu          | REC                      | REC                      | 2 521        | 11,06        | 2,88         |             |             |             |
|                          | Anne Jacqmin             | RN                       | RN                       | 1 965        | 8,62         | 0,17         |             |             |             |
|                          | Pascal Casimir-Perrier   | LREM diss.               | DVC                      | 371          | 1,63         | 0,91         |             |             |             |
|                          |                          |                          |                          |              |              |              |             |             |             |
| Suffrages exprimés       | Suffrages exprimés       | Suffrages exprimés       | Suffrages exprimés       | 22 784       | 98,50        |              | 17 729      | 92,21       |             |
| Votes blancs             | Votes blancs             | Votes blancs             | Votes blancs             | 255          | 1,10         | 1 078        | 5,61        |             |             |
| Votes nuls               | Votes nuls               | Votes nuls               | Votes nuls               | 91           | 0,40         | 420          | 2,18        |             |             |
| Total                    | Total                    | Total                    | Total                    | 23 130       | 100          | 19 227       | 100         |             |             |
| Abstention               | Abstention               | Abstention               | Abstention               | 63 586       | 73,33        | 67 483       | 77,83       |             |             |
| Inscrits / participation | Inscrits / participation | Inscrits / participation | Inscrits / participation | 86 716       | 26,27        | 86 710       | 22,17       |             |             |

Jean-Noël Barrot étant ministre en exercice, il est remplacé à l'Assemblée nationale pour la durée de ces fonctions par sa suppléante, Anne Bergantz, conseillère municipale à Lévis-Saint-Nom.

### Élections de 2024
| Candidat                 | Candidat                     | Parti et coalition       | Nuance                   | Premier tour | Premier tour | Second tour | Second tour |
| Candidat                 | Candidat                     | Parti et coalition       | Nuance                   | Voix         | %            | Voix        | %           |
| ------------------------ | ---------------------------- | ------------------------ | ------------------------ | ------------ | ------------ | ----------- | ----------- |
|                          | Jean-Noël Barrot sortant élu | MoDem (ENS)              | ENS                      | 22 500       | 35,01        | 43 607      | 72,69       |
|                          | Maïté Carrive-Bedouani       | LÉ (NFP)                 | UG                       | 16 893       | 26,29        | Retrait     | Retrait     |
|                          | Gaëtan Brault                | RN                       | RN                       | 14 013       | 21,81        | 16 383      | 27,31       |
|                          | Pascal Thévenot,             | NÉ                       | LR                       | 9 327        | 14,51        |             |             |
|                          | Philippe Loire               | REC                      | REC                      | 893          | 1,39         |             |             |
|                          | Marielle Saulnier            | LO                       | EXG                      | 486          | 0,79         |             |             |
|                          | Bertrand Hugon (eo)          | RS diss.                 | DIV                      | 153          | 0,24         |             |             |
|                          |                              |                          |                          |              |              |             |             |
| Suffrages exprimés       | Suffrages exprimés           | Suffrages exprimés       | Suffrages exprimés       | 64 265       | 98,50        | 59 990      | 95,39       |
| Votes blancs             | Votes blancs                 | Votes blancs             | Votes blancs             | 701          | 1,07         | 2 318       | 3,69        |
| Votes nuls               | Votes nuls                   | Votes nuls               | Votes nuls               | 275          | 0,42         | 583         | 0,93        |
| Total                    | Total                        | Total                    | Total                    | 65 241       | 100          | 62 891      | 100         |
| Abstention               | Abstention                   | Abstention               | Abstention               | 21 738       | 24,99        | 24 100      | 27,70       |
| Inscrits / participation | Inscrits / participation     | Inscrits / participation | Inscrits / participation | 86 979       | 75,01        | 86 991      | 72,30       |